# Arae Philaenortum
Arae Philaenortum fou el lloc que marcava la divisió entre Cartago i Cirenaica i més tard entre Tripolitana i Cirenaica.
El seu nom ve d'una història escrita per Sal·lusti, que explica que els grecs de Cirene i els cartaginesos estaven en guerra a la zona del golf de Sirte que era el límit poc precís entre ambdós estats. Es va decidir que la frontera es fixaria al lloc on es trobessin uns atletes que sortirien al mateix temps de Cartago i de Cirene. Els atletes cartaginesos van recórrer més tram i el punt es va fixar a Arae Philaenortum. La diferència entre la distància de cada ciutat és tan gran (uns 8 dies per un atleta) que és impossible que la història fos verídica. Els grecs van decidir morir per no tornar sense honor però no van reconèixer el límit fins que algun cartaginès morís també al lloc. Per això, Cartago hi va enviar dos germans, els Philaeni, que van acceptar ser enterrats allí en vida per amor a la pàtria. Per mor del seu heroisme se'ls van aixecar monuments anomenats altars; la història possiblement és una invenció per explicar l'origen dels túmuls d'enterrament del Neolític.
El lloc era ocupat per la tribu dels Banadedaris i era no lluny de l'actual Mukhtar (una mica a l'oest).